# St. Leonhard (Braunschweig)

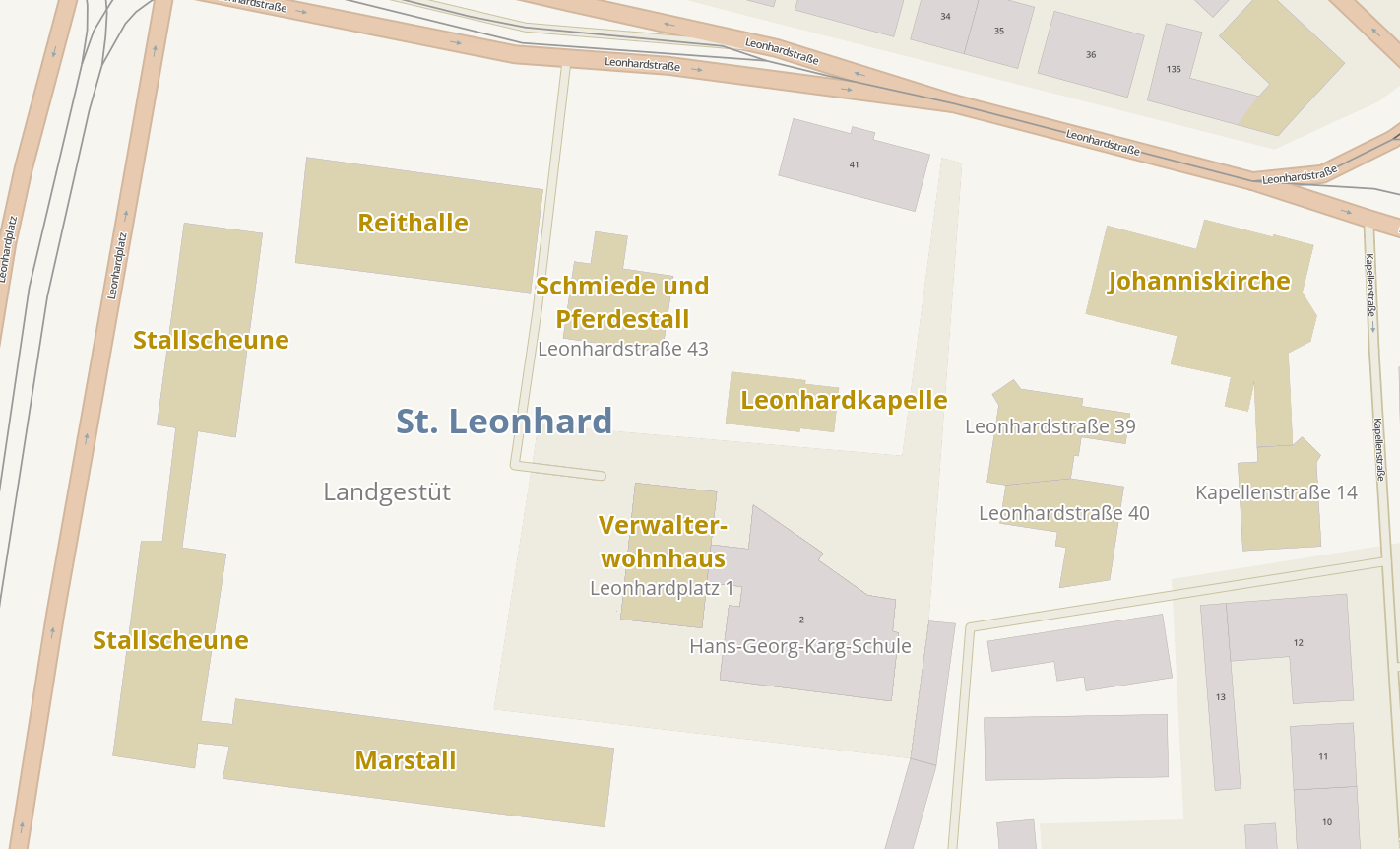
Heutiger Plan von St. Leonhard

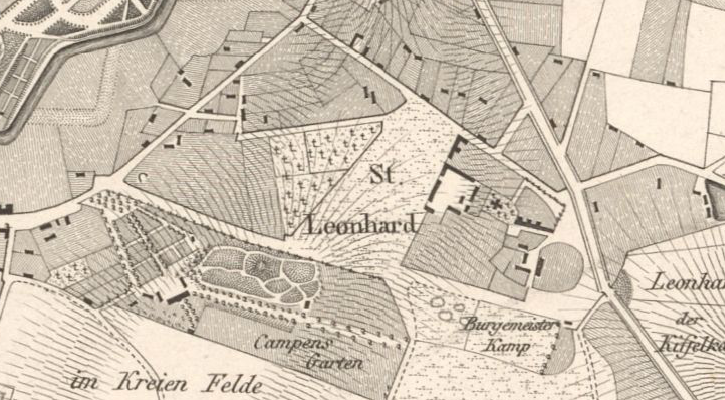
St. Leonhard um 1830, Kartenausschnitt von Johann Karl Mare

St. Leonhard bezeichnet einen Ort in Braunschweig, dessen Mittelpunkt die Leonhardkapelle ist. Es war einst ein Flecken oder Bleek, der etwa ab dem 12. Jahrhundert südöstlich von Braunschweig entstand. Die Siedlung befand sich am Rande eines Waldes (später Siechenholz genannt), der sich vom Streitberg bis nach Rautheim unter Einbezug des Mastbruchs erstreckte.
Der heutige Gebäudekomplex von St. Leonhard, bei dem die meisten Gebäude aus dem 19. Jahrhundert stammen, steht unter Denkmalschutz.

## Lage
Der Flecken befand sich wahrscheinlich auf den Flächen, die heute vom Braunschweiger Hauptfriedhof, dem Braunschweiger Hauptgüterbahnhof, der Siedlung Mastbruch-Elmaussicht, dem ehemaligen Kasernengelände an der Rautheimer Straße sowie zumindest Teilen der Siedlungen Lindenberg und Südstadt bedeckt sind. Zwischen dem Flecken und der Stadt Braunschweig waren vor allem Gärten und Mühlen, die der Versorgung der Stadt dienten. Anlass für die Entstehung des Fleckens war die Ausbreitung der Lepra.
Im 17. Jahrhundert wurde der Flecken während kriegerischer Auseinandersetzungen zwischen der Stadt und ihren Herzögen mehrfach zerstört und wieder aufgebaut.
Ab 1860 wuchs der Flecken mit der Stadt Braunschweig zusammen. Der Name St. Leonhard hielt sich als Straßenname bis 1890 und wurde dann durch die Bezeichnung Leonhardplatz abgelöst. Im September 2020 beschloss der Stadtbezirksrat, dass der Leonhardplatz (wieder) in St. Leonhard umbenannt wird. Heute gehört das Gebiet des Fleckens St. Leonhard zumindest zum überwiegenden Teil zum Stadtbezirk Viewegsgarten-Bebelhof.

## Geschichte

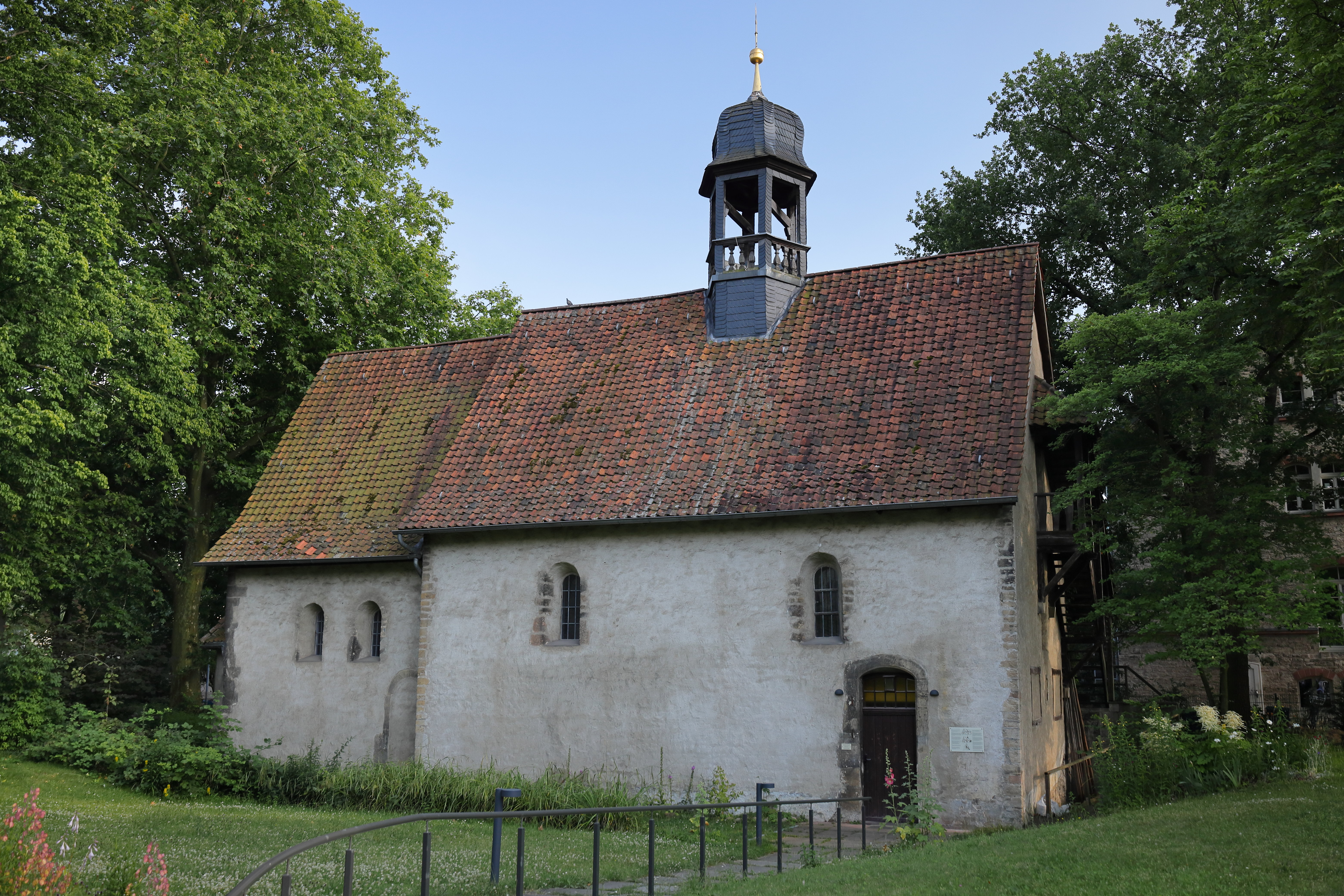
Ansicht der Kapelle St. Leonhard von Norden

### Zerstörung und Wiederaufbau

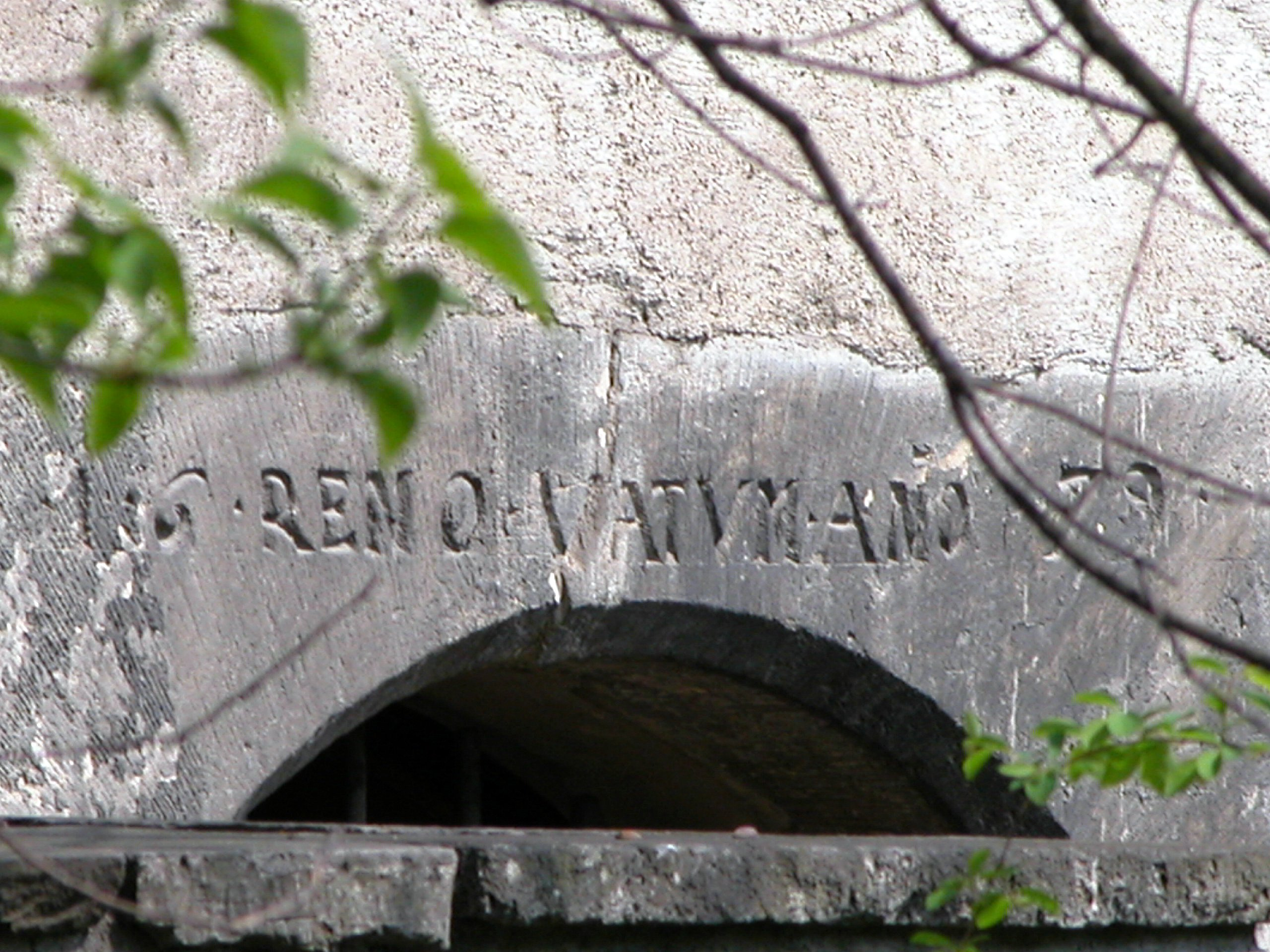
Inschrift über dem Kircheneingang:16 RENOVATUM ANNO 79

Im 16. und 17. Jahrhundert geriet St. Leonhard in die kriegerischen Auseinandersetzungen zwischen der Stadt Braunschweig und den Herzögen, die die Stadt in Besitz nehmen wollten. Heinrich der Jüngere zerstörte die Windmühle und die zum Bleek gehörende Klus, die Beginen flüchteten zum Kloster St. Aegidien. 1559 wurde die Windmühle, 1567 das Siechenhaus neu gebaut und die Klus ausgebessert. 1605/1606 griff Herzog Heinrich Julius an, seine Reiter plünderten die Kirche, zerstörten die Inneneinrichtung und spielten den Bewohnern des Siechenhauses übel mit. Außerdem zerstörten sie das Getriebe der Mühle. 1615 fiel sein Sohn, Herzog Friedrich Ulrich ein. Bis 1621 konnte die Kirche nicht benutzt werden, die Klus wurde nicht wieder aufgebaut. Auch die Verteidiger der Stadt nahmen an der Zerstörung teil. Die Häuser am Markt wurden angezündet. Erst nachdem die Herzöge Braunschweig eingenommen hatten, wurde das Bleek wieder aufgebaut, als erstes das Wirtshaus 1675. Das Armenwesen wurde neu geordnet, St. Leonhard kam zum Marienhospital.
Die Kirche wurde in ihrer Geschichte mehrfach zerstört und wieder aufgebaut. Der Aufbau nach den kriegerischen Auseinandersetzungen dauerte von 1672 bis 1679. Über dem (ehemaligen?) Eingang befindet sich die Inschrift „16 RENOVATUM ANNO 79“.
Im Oktober 1856 wurde der Abriss der Kirche durch Stadtbaumeister Tappe verhindert. Am 2. Advent 1947 erfolgte die Einweihung der Leonhardskapelle als Kirche für die Christengemeinschaft, einer an der Anthroposophie orientierten Religionsgemeinschaft. Die Eröffnungsfeier fand am 5. Dezember statt. Im Juni 1949 erfolgte die Wiederherstellung der Leonhardskapelle als Kirche der Christengemeinschaft durch den Architekten Daniel Thulesius. Vom 3. Dezember bis 5. Dezember 1954 fand eine Feier der Gemeinde nach erfolgter Restaurierung der Deckenmalereien aus dem 12. bis 17. Jahrhundert im Chor und im Schiff der Leonhardkapelle statt.

### Zusammenwachsen mit der Stadt Braunschweig

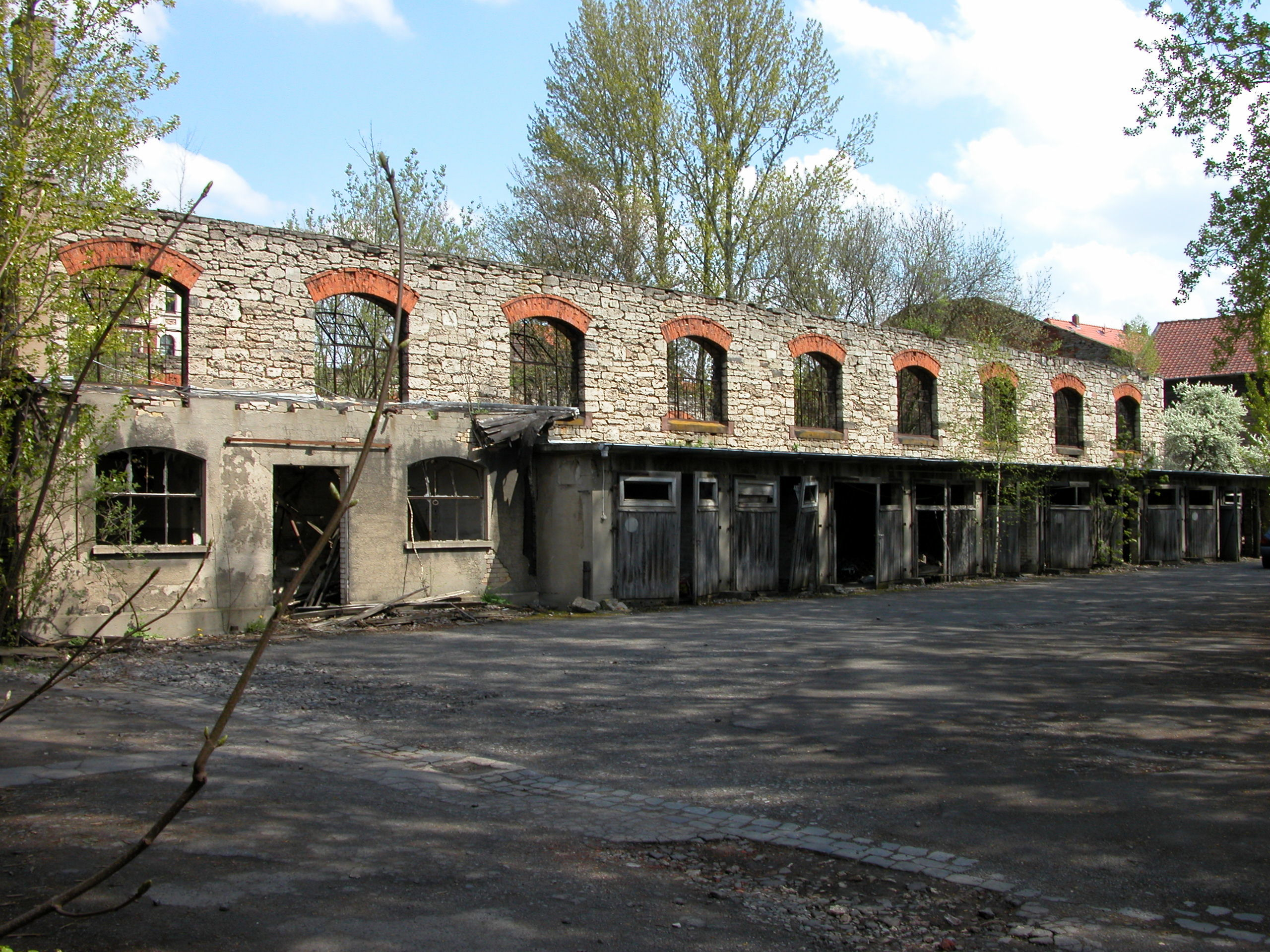
Die zum Abriss vorgesehene ehemalige Reithalle

Ab 1860 wuchs der Flecken St. Leonhard allmählich mit der Stadt Braunschweig zusammen. Die Leonhardstraße, Körnerstraße und die Gerstäcker Straße waren einige der ersten Straßen, die die Verbindung zur Stadt und zum westlich von Viewegs Garten entstehenden Wohngebiet auf dem Krähenfeld bildeten. Die Helmstedter Straße hat gemäß Adressbuch ab 1860 35, ab 1874 51 Nummern.
Laut Pingel (s. Literatur) wurde die zuvor im Adressbuch der Stadt als St. Leonhard bezeichnete Straße oder (nach Knopp) Platz 1890 zum Leonhardsplatz, der Weg nach St. Leonhard (ab 1860 im Adressbuch der Stadt Braunschweig) ab 1875 zur Leonhardstraße und der schon auf Plänen ab 1671 als Weg zwischen Gärten erkennbare Weg 1890 zur Gerstäckerstraße. Der Leonhardplatz grenzte an die Campestraße (heute Ottmerstraße). 1915 gab es auf dem Leonhardsplatz noch einen Viehmarkt.
Ab 1879 wird zum ersten Mal der Name Marthastraße erwähnt, an deren Finanzierung unter anderem der Fabrikant Voigtländer beteiligt war. Die heutige Körnerstraße wurde ab 1878 als Keine Campestraße gebaut. Im Gebiet von St. Leonhard entstanden 1874 die Wörthstraße (heute Schillstraße) und 1892 die Kapellenstraße.
Auch das Siechenholz im Südosten des Stadtbezirks entwickelte sich. Am 1. Oktober 1887 wurde der Zentralfriedhof, der spätere Hauptfriedhof Braunschweig, eingeweiht. Südlich der Bahnlinie nach Helmstedt und des Ostbahnhofs entstanden ein Industriegebiet und die Ackerstraße (1869). Das Wohngebiet konnte sich zwischen Industriebetrieben, Bahnhöfen und Hauptfriedhof nicht richtig ausdehnen. Auf dem Streitberg entstand 1873 die Aktienbierbrauerei gleichen Namens. Gegenüber dem Braunschweiger Hauptfriedhof entstand 1908 die Reuterstraße.
In Richtung Innenstadt entstanden auch Betriebe, so an der Ecke Helmstedter Ecke die Zigarrenfabrik Frey und Schurig (1869–1885).
1888 wurde die Klosterdomäne aufgelöst, 1890 teilweise abgebrochen. 1889 wurde der ehemalige Schafstall, nun Wirtschaftshof des Klosterguts, zum Landgestüt Braunschweig und verblieb hier bis 1934. Von 1912 an hatte die Reiterstaffel Braunschweig ihren Sitz in St. Leonhard. Nach 1935 zogen weitere Organisationseinheiten der Polizeidirektion Braunschweig hier ein, wie das 4. Polizeirevier. Diese nutzten die Räumlichkeiten und eine eigene Tankanlage für Dienstfahrzeuge bis in das Jahr 1978.

### Neue Nutzung

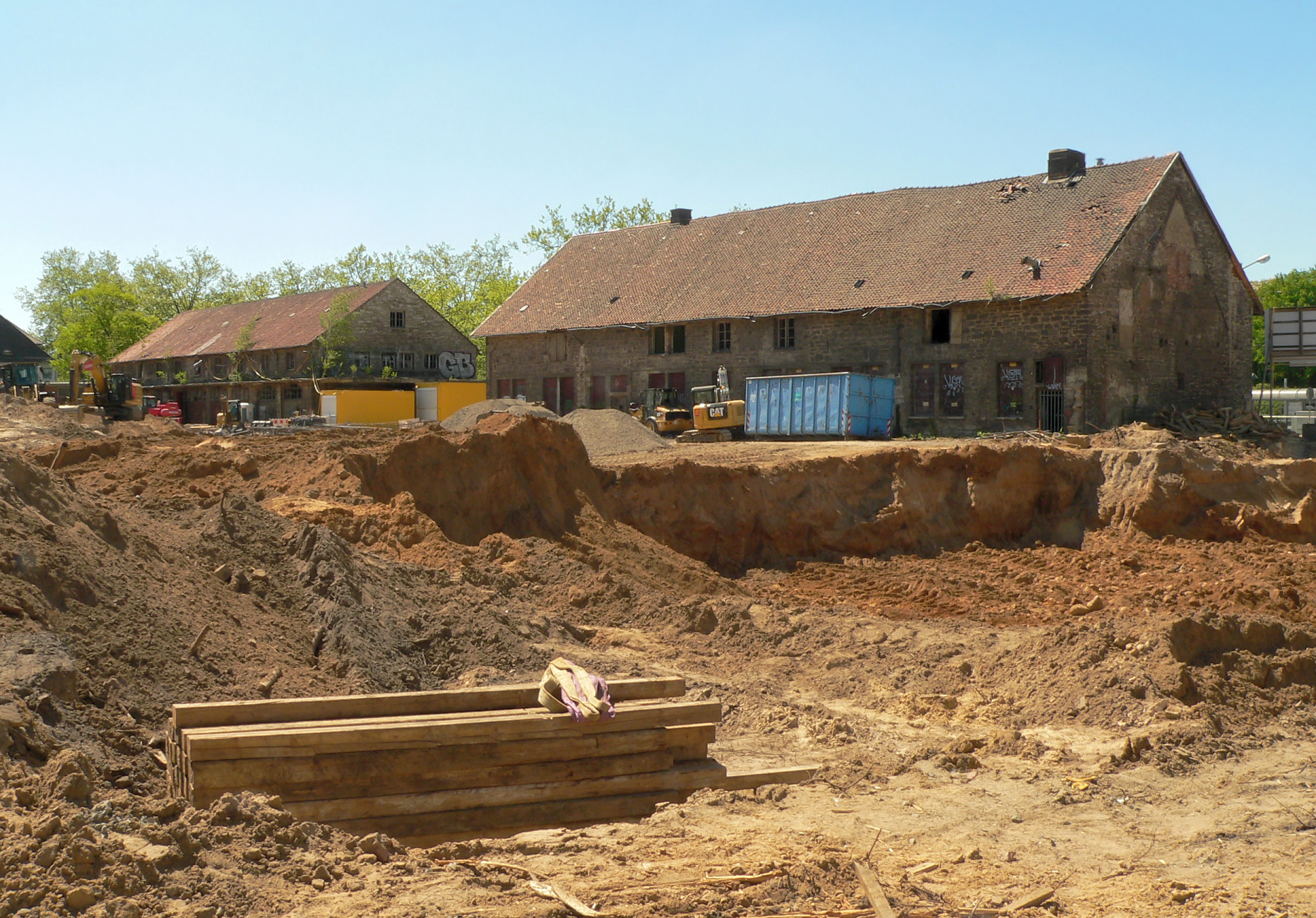
Bauarbeiten auf dem Gelände, 2018

Nachdem das ehemalige Landgestüt jahrzehntelang ungenutzt geblieben war, wurde ab 2015 ein integratives soziales Zentrum unter dem Namen Quartier St. Leonhard geplant. Trotz Denkmalschutz wurden sowohl die alte Reithalle als auch der Marstall abgerissen und fünf neue Gebäude errichtet. Ein großer Teil des Stallbaus wurden erhalten, restauriert und für eine neue Nutzung umgebaut. 2023 wurde das Quartier fertiggestellt. In ihm wohnen und arbeiten Menschen verschiedener Generationen sowie Menschen mit Einschränkungen. Beteiligt an dem Projekt der Richard-Borek-Stiftung sind die Borek-Immobilien, die Evangelische Stiftung Neuerkerode und das Christliche Jugenddorfwerk Deutschlands. An der Ecke Leonhardplatz/Leonhardstraße entstand mit Fertigstellung 2020 das größte, nämlich ein sechsstöckes Gebäude.

## Aufgaben

### Leprakranke
Die an Lepra Erkrankten, auch Sieche genannt, wurden in Deutschland außerhalb der Städte angesiedelt. In Braunschweig geschah dies am oben erwähnten Waldstück, das dadurch den Namen Siechenholz erhielt. Das Holz wurde entweder von den Siechen oder der Stadt erworben.
Der älteste Nachweis des Siechenholz und eines Hospitals St. Leonhard stammt aus dem Jahr 1230. Da in anderen deutschen Städten Siechenhospitäler schon im 9. Jahrhundert nachgewiesen wurden, ist anzunehmen, dass in der Handelsstadt Braunschweig die Lepra auch schon vorher ein Problem war, die Ansiedlung also älter ist.
Am Siechenholz entstand ein von Beginen betreutes Hospital, eine heute existierende Kapelle (die laut Knopp von 1190 stammt), eine im 17. Jahrhundert endgültig zerstörte Klus, mehrere Wirtschaftsbetriebe und eine kleine Siedlung.

### Veränderung der Aufgaben von St. Leonhard
Charakter und Aufgaben der „Krankenhäuser“ des Flecken St. Leonhard veränderten sich im Laufe ihres Bestehens.

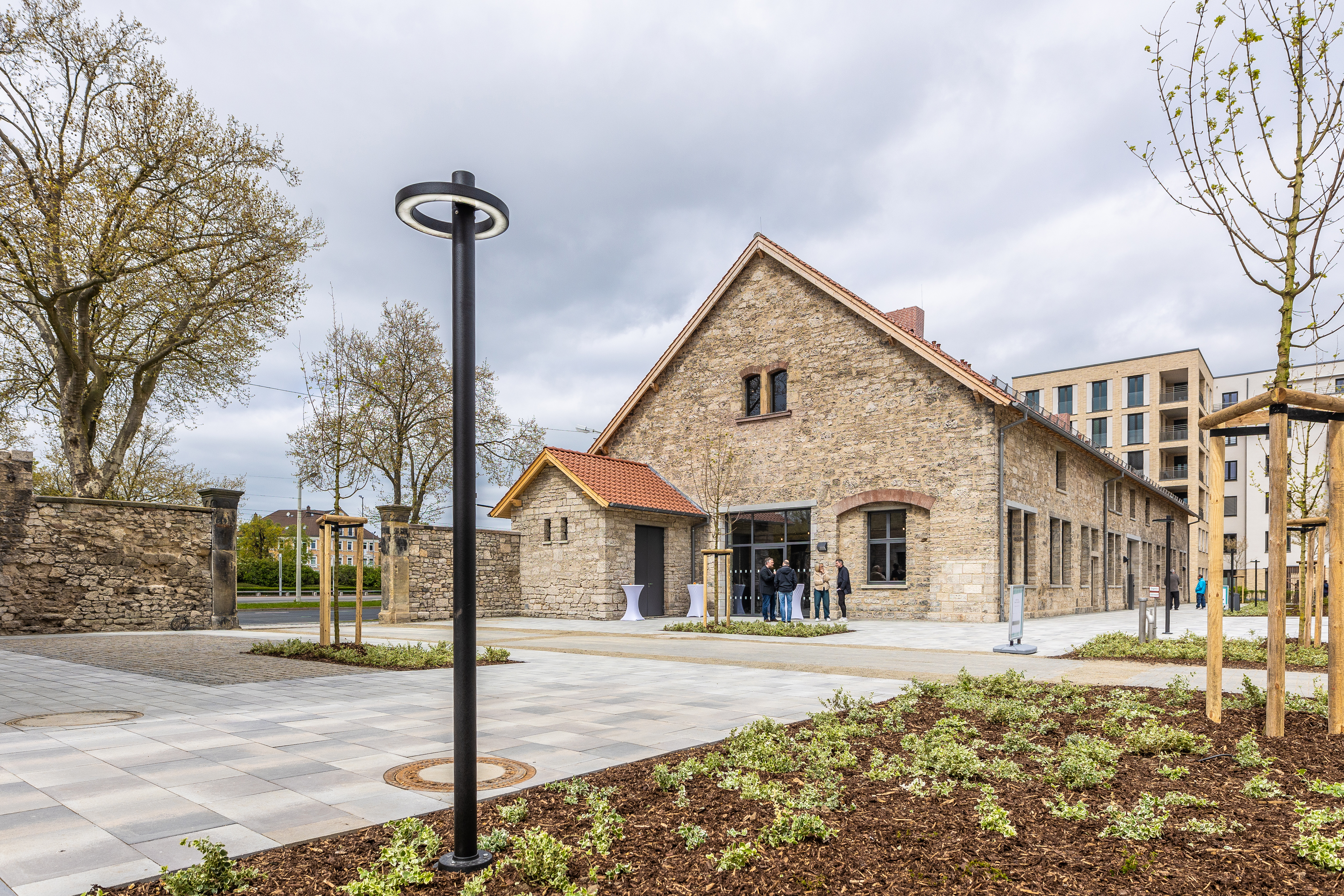
Blick auf das Gelände des neu errichteten Quartiers Sankt Leonhard bei der Einweihung im Jahr 2023

- Nach Abflauen der Lepra im 16. Jahrhundert verlegte man sich unter anderem auf die Erziehung von Bürgertöchtern.
- Im Bleek befand sich ein Pockenhaus, das zum Hospital Antonii und St. Christophori im Weichbild Hagen gehörte.
- Wer „unrein“ oder mit „schwerer Krankheit des Spitals“ behaftet war, bekam einen kostenlosen Platz. Er musste Betten, Kleider und sonstigen Eigenbedarf mitbringen und eine „Collation“, eine Liebesmahlzeit zum Einstand ausrichten. Dafür konnte er sich das Geld auch leihen.
- Ab 1680 wurden Syphiliskranke behandelt. 1727 wurde ein Siechenhaus im ehemaligen Wohnhaus des Gastwirts Hans Mecke errichtet.
- Ab dem 18. Jahrhundert mussten Tote gemeldet auf Anforderung dem Anatomisch-Chirurgischen Institut zur Untersuchung übergeben werden.
- Es wurden sogenannte Salvationsstuben errichtet und Salvationskuren angeboten, welche von der 1742 gegründeten Armenkasse bezahlt wurden.
- 1813 wurde das Krankenhaus, 1841 oder 1842 werden die Armenhäuser bei St. Leonhard aufgelöst und das städtische Armenhaus, Goslarsche Straße 47 in Betrieb genommen. Das Gebäude in St. Leonhard wurde an der Gärtner Bäse auf dem Streitberg verkauft.
- Nach Aufgabe des Siechenhauses (evtl. auch früher) kamen unverheiratete Mütter zum Entbinden nach St. Leonhard, als Väter wurden meist Soldaten angegeben. Unverheiratete Mütter wurden nach einem Edikt von 1687 als „Huren“ bezeichnet, sie mussten den „Hurenbruch“ zahlen oder wurden mit dem Hurenkarren zum Werkhaus gefahren und mussten unter Polizeiaufsicht die Straßen kehren. Die Aufnahme in das 1767 gegründete Accouchierhaus an der Ecke Wendenstraße / Wilhelmstraße (heute Fachgerichtszentrum) brachte Straffreiheit, ob dies auch für St. Leonhard galt, ist nicht überliefert.

### „Knabenhof bei St. Leonhard“
Am 8. Juni 1852 wurde eine Nähschule für Mädchen der „unteren Stände“ („Rettungshaus“) bei St. Leonhard vor dem Steintore eröffnet. Daraus ist wohl der „Knabenhof bei St. Leonhard“ in der Georg-Westermann-Allee 76 entstanden, der am 8. Juni 1952 sein 100-jähriges Jubiläum feierte.
Am 28. Juni 1954 wurde an der Georg-Westermann-Allee das Kinderheim des Knabenhofes St. Leonhard in Betrieb genommen, das „Michelfelder-Heim“, benannt nach dem damaligen Generalsekretär des Lutherischen Weltbundes, dem Deutsch-Amerikaner Dr. Michelfelder.
Gleichzeitig wurde das Jugendwohnheim des Knabenhofes bei St. Leonhard in „Fritjof-Nansen-Heim“ umbenannt. Am 29. Januar 1960 wurden neue Räume eingeweiht. Am 1. Oktober 1971 übernahm das Christliche Jugenddorfwerk Deutschlands die Leitung des Lehrlings- und Jugendheimes und benannte es in „Jugenddorf Braunschweig“ um. Auf dem Gelände befindet sich heute die CJD Jugenddorf-Christophorusschule Braunschweig.

## Wirtschaftsbetriebe
Zum Siechenhaus bzw. deren Nachfolgern und dem Bleek gehörten auch Wirtschaftsbetriebe.
- 1589/1590 entstand ein Gasthaus. Zu diesem Krug gehörten ein Küchengarten, ein Hof und Äcker.
- Auf dem Windmühlenberg betrieb das Hospital eine Windmühle, eine weitere wurde dort ab 1580/1581 von St. Marien betrieben. Der Windmüller von St. Leonhard musste das Mehl für die Siechen kostenlos mahlen. Die Windmüller wohnten zunächst neben der Kirche.
- In unmittelbarer Nähe des Hospitals lag ein Ackerhof mit 68 Morgen Land, das bis 1580 von einem Ackermann bewirtschaftet wurde.
- Aus dem Jahr 1671 existiert eine Bestätigung, in der Schäferei des Hospitals St. Marien 1000 Schafe zu halten, die Schäferei lag in den derzeitigen Ruinen an der Ecke Leonhardplatz / Leonhardstraße gegenüber der Stadthalle. Hierher wurde später das Braunschweiger Landgestüt verlegt.
- Es gab weiteren Grundbesitz auch weiter entfernt, in der Stadt gehörten Häuser und Renten dem Hospital.
- Außerdem gehörte das oben genannte zwischen Streitberg und Rautheim gelegene Siechenholz dem Siechenhaus. Zum Siechenholz gehörte auch der Mastbruch, der aber 1281 zu Riddagshausen kam. Der Mastbruch gehört heute zum Stadtbezirk Südstadt-Rautheim-Mascherode. 1757 und 1758 wurde für den Festungsbau Holz benötigt, dieses wurde im Siechenholz gefällt. Da die Holzdiebstähle im Siechenholz zunahmen, wurde am nördlichen Rand des Siechenholzes durch Georg Christian Sturm ein Forsthaus errichtet. Ein Bediensteter im Forsthaus begann in Eigeninitiative Getränke zu verkaufen, sehr zum Ärger des Wirtes vom Krug bei St. Leonhard (nun „Gasthaus zum goldenen Stern“ genannt). Der protestierte und erhielt die Konzession im Forsthaus. 1803 wurde das Siechenholz gefällt, da Äcker höhere Einnahmen versprachen. Das Forsthaus wurde 1804 verkauft und abgerissen.
- Am Siechenholz befand sich der sogenannte „lütje Kamp“, ein Hopfengarten des Bürgermeisters des Hagen Lüddeke Jüten und seiner Erben.

## Schule
Zu St. Leonhard gehörte auch eine Schule. Bis 1819 unterrichteten dort Hilfslehrer, danach wurden ausgebildete Pädagogen eingestellt. Die Hilfslehrer waren Handwerker mit geringem Einkommen. Das Einkommen an der Schule war vom Schulgeld abhängig. Da keine Schulpflicht bestand, wurden nur die Kinder zur Schule geschickt, deren Eltern sich das Schulgeld leisten konnten. 1856 wurde die Schule nach einer Neuordnung geschlossen, die Kinder auf Schulen in der Stadt verteilt.

## Kirchliche und weltliche Zuordnung
Bis zur Zerstörung und anschließend Wiederaufbau im 17. Jahrhundert lagen die Häuser des Bleeks westlich der Kirche am heutigen Leonhardplatz. Nach dem Wiederaufbau 1671 gab es auch im Norden und Osten der Kirche Häuser. Die Häuser wurden an Handwerker und Höker auf Lebenszeit „verkauft“. Es gab einige Straßen und einen Marktplatz. Auf dem Marktplatz fanden Jahr- und Viehmärkte statt. 1727 entstand ein Reihenhaus mit 11 Wohn- und Diensthäusern, im mittleren Haus mit Sonnenuhr wohnte der Windmüller. 1756 wurde auf Veranlassung des Herzogs eine Allee angelegt. Andauernde Auseinandersetzungen zwischen dem Großen Waisenhaus und St. Aegidien über die gemeinsame Schäferei führten dazu, dass St. Leonhard als Klostergut zur Stadt kam. 1856 kam die 210 Seelen zählende Gemeinde zu St. Magni.
Bis zur Reformation gehörte St. Leonhard zu Halberstadt und unterstand in kirchlicher Hinsicht St. Aegidien. 1529–1531 waren die ehemaligen Mönche Heinrich Lampe und Heinrich Ossenborn als Pastoren an St. Leonhard. Danach war dort nur noch ein Pfarrer an der Kirche, 1580 wurde die Gemeinde mit St. Marien vereinigt.
In weltlicher Hinsicht wurden zwei Bürger vom Rat der Altstadt als Vormünder (auch Vorsteher oder Provisoren genannt). Ein Vermögensverwalter zog von allen mit einem eigenen Haushalt oder einem eigenen Haus am „Montag nach Marien“ (kein Hinweis welches Marien) einen Schoß von einem halben Taler ein und führte sie an den Rat der Altstadt ab.

## Weiteres

### Bahnhof St. Leonhard / Ostbahnhof
Knoll berichtet 1881 von einem projektierten Güterbahnhof St. Leonhard. Dieser ist auch im Rincklake'schen Bahnhofsplan von 1889 verzeichnet. Löffelsend schreibt, dass der Rangierbahnhof St. Leonard bereits 1871 besteht, ab 1873 entstanden nach ihm je ein Güter- und Kohlenschuppen, eine Lokomotivhalle und eine Wasserstation. Die Pläne, den Ostbahnhof umzubauen gab es schon im 20. Jahrhundert. Aber auch schon die Helmstedter Bahn brachte große Veränderungen. Größere Veränderungen erfolgten dann im Zusammenhang der Neubauten des Braunschweiger Hauptbahnhofs und der Stadthalle Braunschweig.

### Der Name St. Leonhard heute
Als Gebietsbezeichnung ist St. Leonhard heute völlig verschwunden, das Gebiet des ehemaligen Bleeks liegt heute wohl überwiegend im Stadtbezirk Viewegs Garten-Bebelhof, einige Bereiche im Östlichen Ringgebiet.
Ein Sportverein trägt heute den Namen St. Leonhard.
Schließung und Abriss des Straßenbahndepots an der Georg-Westermann-Allee im Jahr 2008 ließ den Namen wieder aufleben. Die Stadt Braunschweig errichtete dort ein Wohngebiet mit den Namen „St. Leonhards Garten“. Das Projekt gehört zum Programm „Experimenteller Wohnungs- und Städtebau“ des Bundesamtes für Bauwesen und Raumordnung. Die damit verbundene Auszeichnung ist mit einer Preissumme von 500.000 Euro dotiert.